# Sesuvium microphyllum
Sesuvium microphyllum är en isörtsväxtart som beskrevs av Carl Ludwig von Willdenow. Sesuvium microphyllum ingår i släktet Sesuvium och familjen isörtsväxter. Inga underarter finns listade i Catalogue of Life.